# Albero del mondo mesoamericano

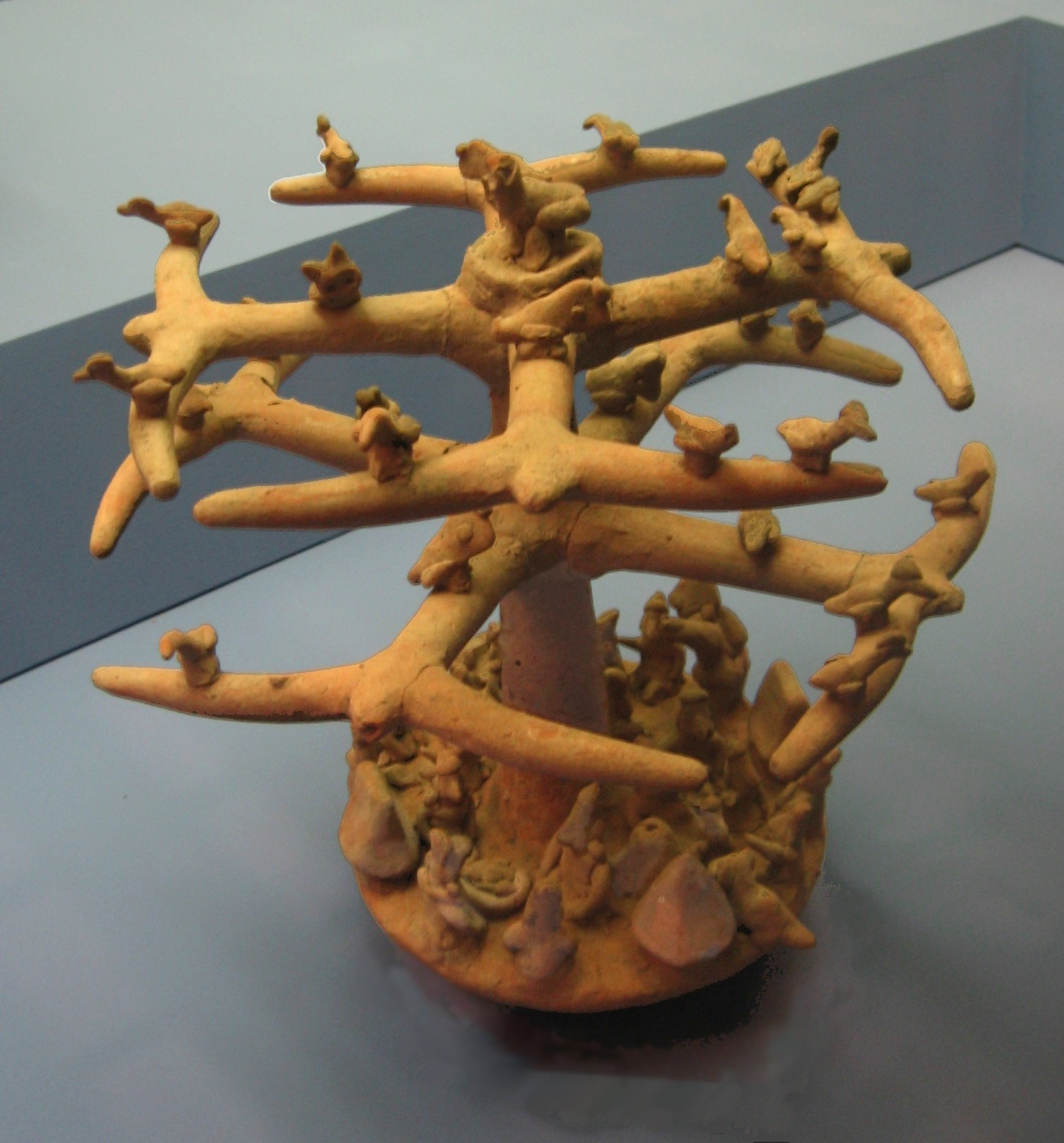
Un pezzo di albero multi rami con uccelli, caratteristico delle tombe tradizionali del Messico occidentale. È stato proposto che gli uccelli rappresentino anime che non sono ancora discese negli inferi, mentre l'albero centrale può rappresentare l'albero del mondo mesoamericano.

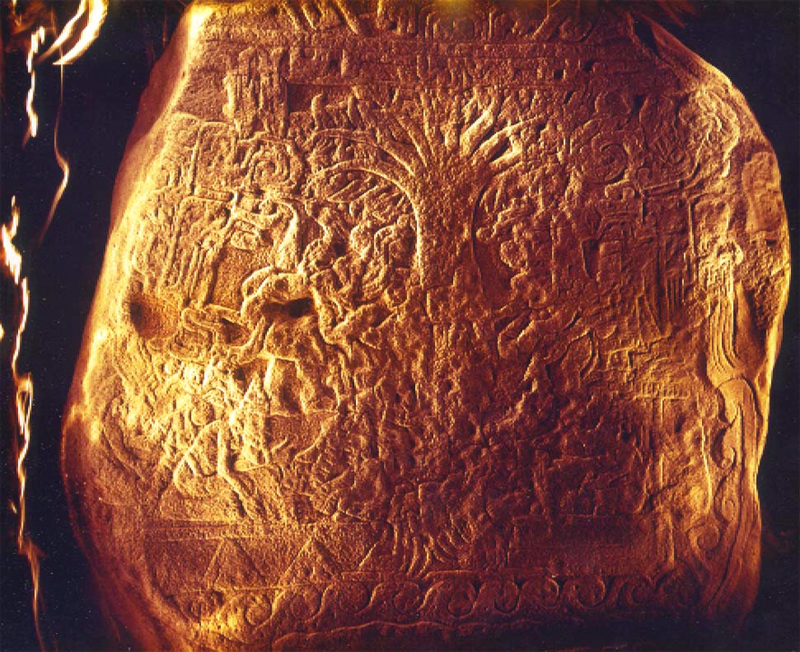
Albero del mondo, Stele Izapa 5

L'albero del mondo è un motivo prevalente nelle cosmologie mitiche e iconografiche delle civiltà precolombiane della Mesoamerica. Nel contesto mesoamericano, l'albero del mondo incarnava i quattro punti cardinali, che servono anche a rappresentare la quadruplice natura di un albero del mondo centrale, un simbolico axis Mundi che collega i piani del mondo sotterraneo e del cielo con quello del regno terrestre.
Le rappresentazioni degli alberi del mondo, sia nei loro aspetti direzionali che centrali, si trovano nell'arte e nelle tradizioni mitologiche di culture come quelle dei Maya, Aztechi, Izapa, Mixtechi, Olmechi, ed altri, risalenti almeno ai periodi di formazione medio/tardiva della cronologia mesoamericana. Tra i Maya, l'albero del mondo centrale è stato concepito o rappresentato da un ceiba ed è conosciuto variamente come wacah chan o yax imix che, a seconda della lingua maya.
Il tronco dell'albero potrebbe anche essere rappresentato da un caimano rampante, la cui pelle evoca il tronco spinoso dell'albero.
Gli alberi del mondo direzionali sono anche associati ai quattro portatori d'anno dei calendari mesoamericani, ai colori direzionali e alle divinità. I codici mesoamericani che hanno questa associazione delineata comprendono quelli di Dresda, dei Borgia e di Fejérváry-Mayer. Si suppone che i siti mesoamericani e i centri cerimoniali avessero spesso alberi reali piantati in ciascuna delle quattro direzioni cardinali, rappresentando il concetto quadripartito.
La Stele Izapa 5 è considerata una possibile rappresentazione dell'albero del mondo.
Gli alberi del mondo sono spesso raffigurati con uccelli sui rami, e le loro radici si estendono in terra o in acqua (a volte in cima a un "mostro d'acqua", simbolo del mondo sotterraneo).
L'albero del mondo centrale è stato interpretato anche come una rappresentazione della striscia della Via Lattea.